# 皮埃爾·洛蒂
皮埃爾·洛蒂（法語：Pierre Loti，1850年1月14日—1923年6月10日），又譯畢爾·羅逖，本名路易·瑪麗-朱利安·維亞德（Louis Marie-Julien Viaud），法國小說家和海军军官，出生于罗什福尔，著有《冰島漁夫》 、《拉曼邱的戀愛》、《菊夫人》等書。他的作品極富異國情調，在當代非常受到歡迎。於海軍服役時，曾到過近東和遠東，這些經驗，為他的作品提供了豐富的資源。

## 生平
1885年和1900～1901年曾二度訪問日本，1885年訪日時曾參加鹿鳴館的派對，以當時的見聞寫下「江戶的舞會」（收錄在短編集『秋天的日本』），給芥川龍之介的短編小說『舞會』帶來靈感。1900年八國聯軍進佔北京時，作爲海軍上尉的他亦來到北京，曾記述來京見聞，成《在北京最後的日子》（Les derniers jours de Pékin）。

## 著作
- 《阿姬亞黛》（1879）
- 《洛蒂的婚姻》（1880）
- 《一個非洲騎兵的故事》（1881）
- 《厭倦之花》（1882）
- 《我的兄弟伊弗》（1883）
- 《北非三貴婦》（1884）
- 《An Iceland Fisherman（英语：冰島漁夫）》（1886）
- 《菊夫人》（Madame Chrysanthème，1887）
- 《水手》（1892）
- 《拉慕珂》（1897）
- 《拉曼邱的戀愛（英语：Ramuntcho）》（1897）
- 《梅子太太的第三度青春》（1905）
- 《醒悟》（1906）。

九部隨筆包括：
- 《秋天的日本》（1889）
- 《在摩洛哥》（1890）
- 《東方的怪影》（1892）
- 《浪跡天涯》（1893）
- 《耶路撒冷的荒漠》（1895）
- 《北京的末日》（1902）
- 《英國人治下的印度》（1903）
- 《走向伊斯巴罕》（1904）
- 《吳哥的進香者》（1912）

## 軼事
皮埃爾·洛蒂曾到訪過伊斯坦堡，並與當地的一位女孩相戀。相傳他們曾在山上的露天咖啡館一起品嚐土耳其咖啡。然而這段戀情始終無法開花結果，後來皮埃爾·洛蒂回到法國，但始終無法忘記那位女孩。十年後，皮埃爾·洛蒂回到伊斯坦堡，企圖找回那位女孩。可惜，皮埃爾·洛蒂得悉那位女孩早已離開人世。現在，那間咖啡館依然在營業，不僅成了旅遊景點，更是當地情侶的談心聖地，美麗景致加上動人故事，至今依然吸引不少旅客。
日本小說家芥川龍之介曾有一短篇〈舞會〉，描寫皮埃爾·洛蒂到長崎時，和年輕貌美的日本少女明子在舞會中邂逅的故事，但年老後的明子仍不知，當年邀她跳舞的法國軍官，正是皮埃爾·洛蒂。而《菊夫人》一書，是皮埃爾·洛蒂以長崎體驗為背景所寫成的。